# 권갑주
권갑주(權甲周, 1929년 6월 9일~2020년 6월 1일)는 대한민국의 교육인 출신 기업인이다.
민주공화당에서 당료를 지내며 정계에 입문하였고 제9대 국회의원을 역임하였다. 무공훈장 화랑장을 수여받았다.

## 학력
- 서울중학교 졸업 (6년제)
- 서울대학교 법과대학 졸업

## 약력
- 서울고등학교 교사
- 대한제지공업주식회사 상무
- 민주공화당 중앙상임위원, 중앙사무국 훈련부장
- 주식회사 광한기획 회장
- 1973년 ~ 1979년 : 제9대 국회의원 (유신정우회)

## 역대 선거 결과
| 실시년도 | 선거 | 대수 | 직책     | 선거구           | 정당       | 득표수 | 득표율      | 순위 | 당락 | 비고 |
| -------- | ---- | ---- | -------- | ---------------- | ---------- | ------ | ----------- | ---- | ---- | ---- |
| 1973년   | 총선 | 9대  | 국회의원 | 통일주체국민회의 | 유신정우회 |        | \| \| 0% \| | 지명 |      | 초선 |
|          | 0%   |      |          |                  |            |        |             |      |      |      |